# Hegebeek
De Hegebeek is de bovenloop van de Hagmolenbeek. De Hegebeek begint in Duitsland als een stelsel van wijdvertakte sloten in een intensief gebruikt landbouwgebied dat vrij laat ontgonnen is. In Nederland stroomt de beek eerst door het Witte Veen. Hij is daar vrij diep uitgesleten. Om de verdroging van het Witte Veen tegen te gaan heeft het waterschap Regge en Dinkel in 2006 een knijpduiker aangelegd in de Hegebeek.